# Řízení rizik
Proces řízení rizik zahrnuje vybudování vhodné infrastruktury a použití logického a systematického postupu ke zjištění souvislostí, identifikaci, analýze, vyhodnocení, zvládání, sledování a hlášení rizik spojených s libovolnou činností, postupem nebo funkcí takovým způsobem, který dovolí minimalizovat ztráty a maximalizovat zisky .

## Proces řízení rizik
Řízení rizik je nedílnou součástí správného řízení projektů. Jedná se o postupný, neustále se opakující proces zlepšování, nejlépe začleněný do existujících praktik nebo jiných projektových postupů. Základními složkami procesu řízení rizik jsou, jak je patrné z obrázku, následující:

### Komunikace rizik / Risk Communication
Komunikace a konzultace jsou podstatnými prvky každého kroku procesu řízení rizik. Měly by zahrnovat dialog se zainteresovanými stranami s důrazem spíše na oboustranné konzultace než na jednosměrný tok informací od těch, kteří rozhodují, k dalším zainteresovaným stranám.

### Definice prostředí / Establishing the Context
Definice prostředí stanovuje kontext a souvislosti a vymezuje základní rámec pro správu rizik a rozsah celého procesu řízení rizik. Kontext zahrnuje např. vnější a vnitřní prostředí organizace a účel prováděného řízení rizik. Je také nutné vzít v úvahu rozhraní mezi vnějším a vnitřním prostředím. Důležité je zajistit, aby cíle vytyčené pro proces řízení rizik braly ohled na projekt i vnější okolí.

### Identifikace rizik / Risk Identification
Tento krok se snaží identifikovat rizika, kterými se bude proces řízení rizik zabývat. Důkladná identifikace, postavená na dobře navrženém systematickém postupu, je rozhodující, protože riziko neidentifikované v tomto kroku může být v následné analýze vynecháno. Identifikace by měla obsáhnout všechna rizika, které mohou mít souvislost s projektech, ať už jsou nebo nejsou pod kontrolou vedoucího projektu nebo projektového týmu.

### Analýza rizik / Risk Analysis
Analýza rizik se zabývá odhalováním a pochopením rizik. Poskytuje podklady pro rozhodnutí o nutnosti zabývat se určenými riziky a doporučuje nejvhodnější a nákladově efektivní strategii zvládání rizik. Analýza rizik obsahuje odhalení zdrojů rizik, jejich příznivých a nepříznivých následků a možností, že se tyto následky přihodí. Mohou být identifikovány faktory, které ovlivňují následky a jejich pravděpodobnosti. Rizika se analyzují spojením následků a jejich pravděpodobností. Ve většině případů se berou v úvahu už existující opatření.

### Vyhodnocení rizik / Risk Evaluation
Smyslem vyhodnocení rizik je rozhodnout podle výsledků analýzy rizik, která rizika potřebují ošetřit a pořadí jejich zpracování. Vyhodnocení rizik zahrnuje srovnání závažnosti rizik, identifikovaných během procesu analýzy rizik, s měřítky rizik zavedenými při stanovení kontextu. Rizika je vhodné porovnat s cíli projektu a rozsahem příležitostí, které z nich mohou vyplynout. Tam, kde je na výběr z více možností, mohou být vyšší případné škody spojeny s vyššími možnými zisky a vhodná volba bude záviset na stanoveném kontextu. Rozhodnutí by měla probíhat v širších souvislostech rizik přesahující hranice projektu. Za jistých okolností může vyhodnocení rizik vést k rozhodnutí provést další analýzy.

### Zvládání rizik / Risk Treatment
Zvládání rizik se skládá ze zjištění rozsahu možností pro ošetření rizik, hodnocení těchto možností, přípravy a realizace plánů zvládání rizik. Výběr nejvhodnější možnosti pro zvládání rizik spočívá ve vyvážení nákladů na její uskutečnění proti ziskům, které to přinese. Náklady na řízení rizik mají být celkově úměrné dosahovaným ziskům. Při posuzování poměru nákladů a zisků je potřeba zahrnout stanovený kontext. Je důležité započítat veškeré přímé a nepřímé náklady a zisky, hmotné i nehmotné, vyjádřené ve finančních nebo jiných škálách.

### Akceptace rizik / Risk Acceptation
Po změně nebo sdílení rizik mohou zbýt rizika, která je třeba akceptovat (podstoupit). Rizika je také možné podstoupit záměrně, např. pokud se je nepodaří identifikovat, vhodně sdílet nebo jinak zvládat. Pokud po procesu zvládání rizik stále zůstává zbytkové riziko, je třeba rozhodnout, zda riziko podstoupit nebo opakovat proces zvládání rizik.

### Využití rizik / Risk Utilization
Možnosti využití rizik s příznivými výsledky (příležitosti), které se vzájemně nutně nevylučují nebo jsou vhodné za všech okolností, zahrnují například aktivní vyhledávání příležitostí, rozhodnutí začít nebo pokračovat v činnosti, která příležitosti vytváří nebo podporuje (tam, kde to je proveditelné), změnu možnosti příležitosti vedoucí ke zvýšení pravděpodobnosti příznivých výsledků nebo změnu následku vedoucí ke zvýšení objemu zisků.

### Monitorování rizik / Monitoring Risks
Aby plán řízení rizik zůstával stále aktuální, je třeba jej upravovat na základě posouzení aktuálního stavu. Podmínky, které mohou ovlivnit následky a jejich pravděpodobnosti, se mohou změnit, stejně jako okolnosti, které ovlivňují náklady nebo vhodnost různých přístupů ke zvládání rizik. Proto je nutné cyklus řízení rizik pravidelně opakovat. Sledování a posuzování přinášejí také poučení z probíhajícího procesu řízení rizik prostřednictvím hodnocení událostí, plánů zvládání rizik a jejich výsledků.